# Gravina in Puglia
Gravina in Puglia – miejscowość i gmina we Włoszech, w regionie Apulia, w prowincji Bari.
Według danych na styczeń 2009 gminę zamieszkiwało 44 287 osób przy gęstości zaludnienia 116,1 os./1 km².
W miejscowości urodził się Vincenzo Maria Orsini de Gravina, późniejszy papież Benedykt XIII.

## Kultura

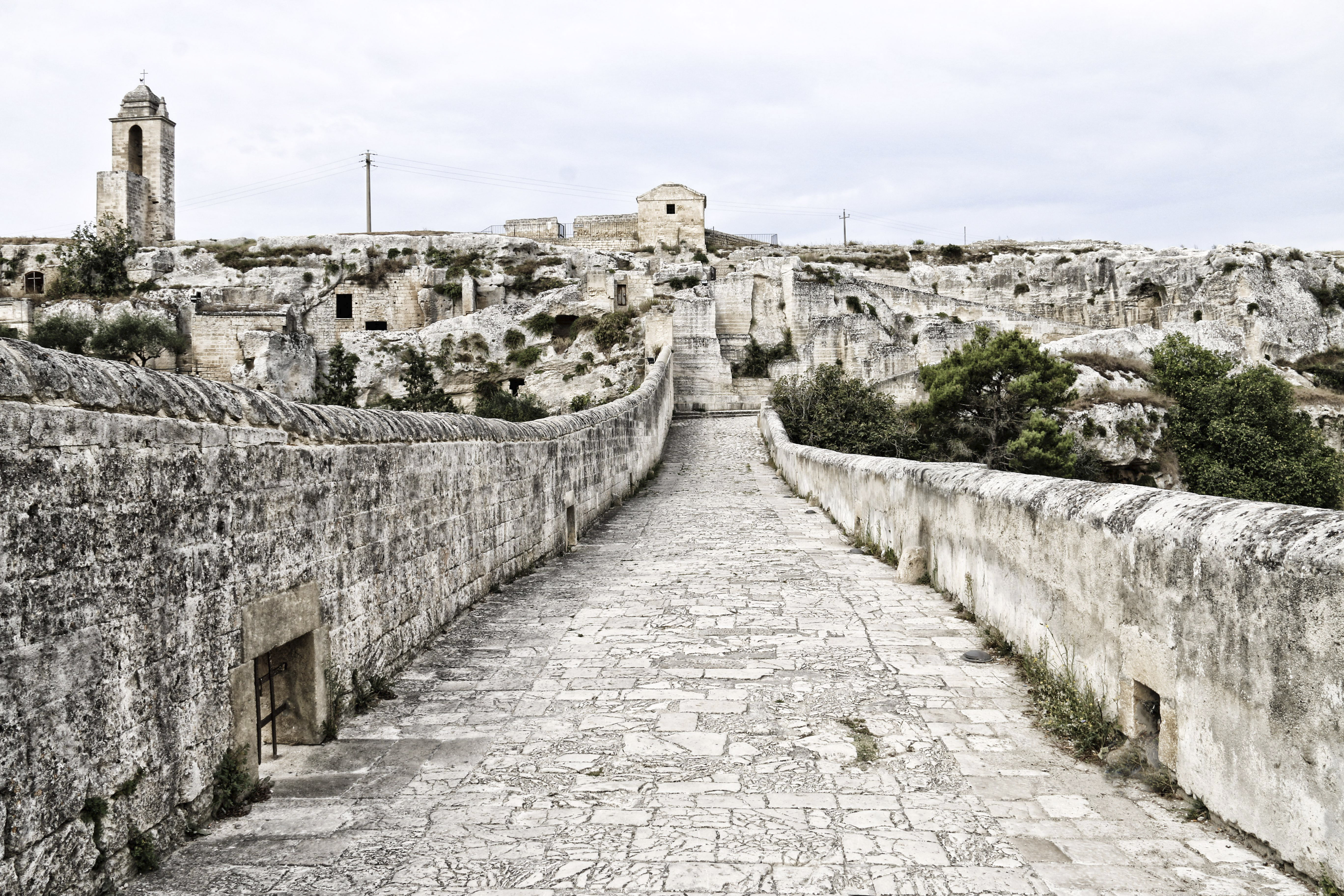
Akwedukt Madonna della Stella w mieście Gravina in Puglia

Most znajdujący się w mieście pojawia się w sekwencji poprzedzającej napisy do filmu o Jamesie Bondzie „Nie czas umierać” z 2021 r.